# Alfred Maack
Alfred Maack (* 5. April 1882 in Hamburg; † 14. Februar 1961 in Berlin) war ein deutscher Schauspieler.

## Leben
Alfred Maack hatte zur Jahrhundertwende eine kaufmännische Lehre absolviert und sich anschließend am Deutschen Schauspielhaus seiner Heimatstadt Hamburg ausbilden lassen. Am 15. Oktober 1902 begann er seine Laufbahn am „Tivoli-Theater“', arbeitete noch vor dem Ersten Weltkrieg auch als Regisseur am „Schillertheater“ der damals nicht zu Hamburg gehörenden Nachbarstadt Altona/Elbe. Nach dem Krieg wirkte Maack unter anderem an der Hamburger „Volksoper“ und erneut in Altona, diesmal als Leiter des „Theaters des Westens“.
In der Zeit des Nationalsozialismus folgte Maack 1934 einem Ruf ans Berliner „Theater am Nollendorfplatz“, wenig später wirkte er auch am „Lessingtheater“ und trat im Januar 1937 mit dem Landsturmmann in der Verfilmung von Karl Bunjes Militärschwank Der Etappenhase erstmals vor die Kamera. Der bullige, glatzköpfige Hanseat deckte die gesamte Palette norddeutsch-brummiger, bisweilen auch humoriger Typen ab: Seeleute, Fischer und jede Art schlichter Zeitgenossen. Meist handelte es sich dabei um Neben- und Kleinstrollen. Zum Ende des Krieges wurde Maack auf die Gottbegnadeten-Liste gesetzt.
Nach dem Zweiten Weltkrieg fand der im Westen Berlins (Lichterfelde) ansässige Maack regelmäßig Beschäftigung bei der DEFA in der DDR. Mit dem alten Flussschiffer Hein Borchert in der DEFA-Produktion Alter Kahn und junge Liebe erhielt der betagte Künstler wenige Jahre vor seinem Tod auch eine seltene Hauptrolle.
Außerdem wirkte er an Spielstätten wie der „Volksbühne“, dem „Theater am Schiffbauerdamm“, dem „Residenztheater“ oder dem „Freilichttheater Rehberge“.

## Filmografie (Auswahl)
- 1937: Der Etappenhase
- 1937: Mit versiegelter Order
- 1938: Schüsse in Kabine 7
- 1938: Heiratsschwindler
- 1938: Musketier Meier III
- 1938: Schatten über St. Pauli
- 1938: Ein Mädchen geht an Land
- 1938: Fracht von Baltimore
- 1939: Robert und Bertram
- 1939: Befreite Hände
- 1939: Stern von Rio
- 1940: Fahrt ins Leben
- 1940: Für die Katz
- 1940: Die unvollkommene Liebe
- 1941: Alarm
- 1942: Weiße Wäsche
- 1944: Große Freiheit Nr. 7
- 1944: Junge Adler
- 1944: Die Degenhardts
- 1944/45: Kamerad Hedwig (unvollendet)
- 1944/45: Die Schenke zur ewigen Liebe (unvollendet)
- 1944/48: Das kleine Hofkonzert
- 1944/52: Das Mädchen Juanita
- 1945: Am Abend nach der Oper
- 1945: Der Mann im Sattel (UA: 2000)
- 1947: Ehe im Schatten
- 1947: … und über uns der Himmel
- 1948: Vor uns liegt das Leben
- 1948: Berliner Ballade
- 1948: Rotation
- 1949: Die blauen Schwerter
- 1949: Quartett zu fünft
- 1950: Der Kahn der fröhlichen Leute
- 1951: Die Meere rufen
- 1953: Anna Susanna
- 1953: Gefährliche Fracht
- 1953: Das geheimnisvolle Wrack
- 1954: Leuchtfeuer
- 1954: Hexen
- 1954: Der Teufel vom Mühlenberg
- 1955: Alibi
- 1956: Alter Kahn und junge Liebe
- 1958: Meine Frau macht Musik

## Theater
- 1947: Boris Lawrenjow: Die Bresche – Regie: Heinz Wolfgang Litten (Haus der Kultur der Sowjetunion)
- 1948: Herrmann Mostar: Der Zimmerherr – Regie: Wolfgang Böttcher (Volksbühne Berlin)
- 1955: Johann Wolfgang von Goethe: Götz von Berlichingen – Regie: Fritz Wisten (Volksbühne Berlin)
- 1956: William Shakespeare: Ein Sommernachtstraum (Vater) – Regie: Fritz Wisten (Volksbühne Berlin)

## Hörspiele
- 1951: Maximilian Scheer: Der Hexenmeister – Regie: Werner Stewe (Berliner Rundfunk)